# Родригес, Индалесио
Индалесио Анисето Родригес Аланис (исп. Indalecio Aniceto Rodríguez Alaniz; 16 января 1938, Эстели) — никарагуанский ветеринар, аграрий-экономист, преподаватель и либеральный политик. Специалист мировой известности в области ветеринарии и животноводства. Видный деятель движения Контрас, один из основателей Никарагуанских демократических сил. Депутат Национальной ассамблеи. Почётный председатель Независимой либеральной партии.

## Учёный-ветеринар
Родился в семье агробизнесмена Хосе Анхеля Родригеса — известного либерального политика, личного друга Аугусто Сесара Сандино, противника режима Сомосы. Учился в вузах Бразилии, ФРГ и Франции. Имеет докторскую степень по ветеринарии, специалист в области акушерства крупного рогатого скота. Изучал также планирование и управление свиноводством.
По завершении образования Индалесио Родригес преподавал ветеринарию в Центральноамериканском университете Манагуа. Был деканом факультета сельскохозяйственных наук, проректором университета. Написал ряд работ по аграрному производству, тесно сотрудничал с французским объединением производителей говядины и бразильской ассоциацией свиноводов. Работал консультантом частных компаний мясо-молочного производства. Владел собственным предприятием-ранчо.
Индалесио Родригес обладал в своей сфере международным научным авторитетом. В 1973 году консультировал американское ведомство сельского хозяйства по борьбе с заболеваниями крупного рогатого скота. В 1975 году посещал СССР для участия в московской конференции университетских преподавателей и студентов.

## Политик-либерал
Политически Индалесио Родригес находился в либеральной оппозиции режиму клана Сомосы. С 15-летнего возраста он состоял в Независимой либеральной партии (PLI), с 1960 возглавлял партийную ячейку в Эстели. После убийства членом PLI Ригоберто Лопесом Сомосы-старшего в 1956 Индалесио Родригес был арестован и некоторое время провёл в тюрьме. Симпатизировал сандинистскому движению.
После Сандинистской революции 1979 года ранчо Индалесио Родригеса было конфисковано правительством СФНО. Он эмигрировал в Гондурас, где занялся табачным бизнесом. Являлся менеджером-совладельцем нескольких фирм, экспортировавших сигары в США и Западную Европу.
В 1981 году Индалесио Родригес примкнул к движению Контрас. Он выступал одним из учредителей крупнейшей структуры антисандинистской вооружённой оппозиции — Никарагуанских демократических сил (FDN). Возглавлял гражданские отделы FDN. Однако прямого участия в гражданской войне Родригес не принимал.

## Депутат-демократ
Вернувшись в Никарагуа, Индалесио Родригес в 2003 году был назначен исполнительным директором Национального института лесного хозяйства. Он возобновил активную деятельность в PLI, в 2005 году избран почётным председателем партии. С 2011 года — депутат Национальной ассамблеи. Состоит в парламентских комитетах по экологии, природным ресурсам, иностранным делам. Принадлежит к оппозиционному депутатскому объединению Никарагуанская демократическая платформа.
Индалесио Родригес придерживается либерально-демократических взглядов. Он резко критикует авторитарные тенденции правления Даниэля Ортеги, ставит его в один ряд с Анастасио Сомосой и призывает к демократизации никарагуанской политической системы.